# TT Arietis
TT Arietis är en förmodad kataklysmisk variabel av VY Sculptoris-typ (NL/VY)  i stjärnbilden Väduren.
Kategoriseringen är dock högst osäker eftersom TT Arietis är en mycket komplex variabel som påminner om både en eruptiv och en kataklysmisk variabel. Den har karaktäriserats som en novaliknande stjärna av VY Sculptoris-variabel, men också som dvärgnova av SU Ursae Majoris (UGSU) och AM Herculis-typ (AM) på grund av dess luminositet i våglängder av röntgen. Den har emellertid inga utbrott, utan bleknar bort på samma sätt eruptiva R Coronae Borealis-variabler (RCB) och kan vidare tänkas efterlikna dessa i egenskap av en dvärgnova av Z Camelopardalis-typ (UGZZ).
AAVSO:s hemsida anger stjärnan för tillfället som novaliknande VY Sculptoris-variabel, medan SIMBAD Astronomical Database kategoriserar den som nova.
TT Arietis varierar mellan visuell magnitud +10,2 och 16,5.Perioden för dess sekundärutbrott är 0,137551 dygn eller 3,3012 timmar.